# Bofana rufa
Bofana rufa är en insektsart som beskrevs av Otte, D. och Perez-gelabert 2009. Bofana rufa ingår i släktet Bofana och familjen syrsor. Inga underarter finns listade i Catalogue of Life.